# Cynanchum roylei
Cynanchum roylei är en oleanderväxtart som beskrevs av Robert Wight. Cynanchum roylei ingår i släktet Cynanchum och familjen oleanderväxter. Inga underarter finns listade i Catalogue of Life.